# Лотоцкий, Лев Антонович
Лев Антонович Лотоцкий (укр. Лев Антонович Лотоцький; 1 января 1850, Тростянец, Королевство Галиции и Лодомерии, Австрийская империя — 21 октября 1926, Тростянец, Тарнопольское воеводство, Польша) — украинский галицкий писатель, поэт, прозаик, драматург и преподаватель.

## Биография
Лев Лотоцкий родился 1 января 1850 года в селе Тростянец в многодетной семье священника Антона Лотоцкого. В семье было восемь детей: две дочери — Ромелия и Мария и шестеро сыновей — Владимир и Анастасий (оба стали священниками), сам Лев, Тит (умер в молодости), Мелетий и Пётр.
В 1861—1869 годах учился в Бережанской гимназии, где читал в оригинале Гёте, Шиллера, Гейне, Мицкевича, Кохановского, Словацкого, в немецком переводе Дюма, читал произведения Ивана Котляревского и Тараса Шевченко.
После окончания гимназии Лотоцкий служил в австрийской армии, в Вене, где писал произведения на украинском и немецком языке. Первые произведения опубликовал в немецкой периодике в 1870—1880 годах под псевдонимом Буш Лео.
После армейской службы в 1873 году Лев Лотоцкий получил должность сельского учителя в селе Ольховец. С 1882 года начал преподавать в селе Ценёв. В 1888 году Лев перешёл на учительскую работу в Тростянец, где в это время после смерти отца служил священником его родной брат Анастасий Лотоцкий. Спустя некоторое время возвращается в Ценёв. В 1893 (или в 1892) году начал снова преподавать в Тростянеце, где работал до 1904 года. Позже Лотоцкий переезжает во Львов, но из-за небольшой пенсии не смог надолго задержаться в городе. В итоге ему пришлось вернуться к преподаванию в Шумлянах.
В конце 1890-х годов по совету друзей писатель опубликовал несколько своих рукописей. В 1917 году Лотоцкий переехал во Львов, где продолжал заниматься литературным трудом.
На склоне лет он вернулся в родное село Тростянец, где умер 21 октября 1926 года. Похоронен на местном кладбище. На смерть Льва Лотоцкого откликнулись большими некрологами газета «Дело» и «Календарь „Просвита“».

## Творчество
Лев Лотоцкий часто печатался в журналах «Дело», «Воскресенье», «Литературно-научный вестник», «Мир», «Молодёжь», «Свобода» и других.
Во львовской газете «Свобода» впервые было напечатано стихотворение «Цветок на могилу Маркияна Шашкевича». Другие его стихи — «У меня в доме очень бедно», «Шевченко» (1910), поэмы — «Олекса Довбуш», «Смерть Довбуша» (1921).
Писал рассказы о крестьянской жизни — «Сила молитвы», «Сила мести» (1901), «Прокоп Чинчик» (1904), «На работу» (1908), «Красные яблочки» (1911) и другие. Эти произведения вышли отдельными изданиями под названиями «Горицвет» (1911) и «Сила молитвы» (третье издание в 1932 году).
Он является автором комедий «Заверуха», «Два дома — и одна калитка» (1904), «Человеческие языки» (1923), «Закукурузенные тёти» (1926).
Две его одноактные пьесы были награждены на конкурсе Общества им. И. Котляревского. Из-под пера Лотоцкого вышли также статьи «Замечание к истории переводов украинских народных песен» (1912), «Юбилейные упоминания о театре» (1914) и другие. Доминирующим жанром его творчества была новелла.
Произведения Льва Лотоцкого можно найти в литературных антологиях, которые вышли в начале XX века.

## Личная жизнь
В 1881 году рождается старший сын Антон, в 1883 году рождается Владимир, а в 1885 году Михаил.

## Память
На приходском доме в селе Тростянец, где когда-то жила семья Лотоцких, установлена мемориальная доска с надписью: «Здесь жил украинский писатель Лев Лотоцкий.»